# Калькутський тролейбус
Калькуттський тролейбус — тролейбусна система в місті Калькутта в Індії, що діяла з 1977 по 1982 роки.

## Історія
У другій половині 1970-х років влада Калькутти на додаток до вже чинної в місті трамвайної системи приймає рішення відкрити тролейбусний рух. У зв'язку з чим уряд штату Західна Бенгалія розміщує замовлення в компанії BHEL (Bharat Heavy Electricals Ltd) на створення тролейбуса для Калькутти. У результаті на 12-тонному шасі Tata компанією Starline Motors був виготовлений кузов тролейбуса, у якого кріплення, зовнішня обробка та окремі деталі були взаємозамінні з вузлами трамваїв, що дозволило уніфікувати нову машину з рейковим транспортом.
Відкриття лінії відбулося 1 січня 1977 року.

## Маршрути
У місті діяв один маршрут, довжина якого становила лише 1 кілометр.

## Закриття системи
У зв'язку з відсутністю будь-якої розгорнутої програми розвитку громадського транспорту в Калькутті того часу, тролейбусна лінія не змогла отримати розвитку і в 1982 тролейбусний рух офіційно припинив своє існування.